# Chambre de justice
La Chambre de justice était un tribunal extraordinaire apparu dès le Moyen Âge,
Une des dernières fut chargée de poursuivre les financiers soupçonnés d'enrichissement à la mort de Louis XIV.

## Histoire
Juridiction spéciale apparue dès le Moyen Âge, la Chambre de justice était composée de magistrats de la Cour.
Certaines chambres furent crées pour s'attaquer à des financiers soupçonnés de malversations comme en 1581, 1584 et 1597. Sous Sully, trois furent créées en 1601, 1604 et 1607.
L'une d'elles s'est déroulée après l'arrestation du surintendant des finances, Nicolas Fouquet, en 1661.

## La Chambre de justice de 1716
À la mort de Louis XIV, le régent Philippe d'Orléans (1674-1723), trouve les caisses de l’État vides. Il décide d'installer une commission ayant fonctions de tribunal, dans une salle du couvent des Augustins pour récupérer les montants dont auraient indûment bénéficié des favoris de Louis XIV. 
L'édit de mars 1716  créa ainsi une Chambre de Justice, proposée par le duc de Noailles et Rouillé du Coudray, qui a pour mission de punir les exactions des «traitants et gens d'affaires», ainsi que les malversations des «officiers comptables, munitionnaires». Le procureur est Michel Bouvard de Fourqueux. Les banquiers, comme Antoine Crozat, sont les premiers visés.
Selon Eugène Pelletan, Philippe d'Orléans (1674-1723) fait transférer des instruments de torture dans le couvent des Augustins. La chambre de justice interroge 6 000 personnes pour récupérer une partie de leurs fortunes grandes ou petites, mais d'autres historiens soulignent que les partenaires du Régent déclaraient ne pas « ôter par violence, mais en connaissance de cause », concilier la justice et l'équité. 
Les délateurs des riches qui sont accusés de frauder pour s'enrichir reçoivent des primes. Les dénonciateurs recevraient un cinquième des amendes et confiscations. 
Parmi les personnalités poursuivies, Claude François Paparel, conseiller du roi et trésorier de l'extraordinaire des guerres. La chambre de justice l'accuse aussi d'avoir prêté 1 600 000 livres aux ennemis de la France pendant la guerre de Succession d'Espagne. Des scellés sont apposés sur ses biens, qui sont saisis en 1716, à la requête du conseiller général de la Chambre des Comptes, et mis en adjudication. 
La Chambre de Justice engagea plusieurs procès criminels et prononça quelques condamnations aux galères et même à la peine de mort. Au début de 1717, le régent Philippe d'Orléans (1674-1723) décida que la Chambre de Justice avait accompli sa mission : elle fut dissoute le 22 mars 1717. 4 410 personnes furent inscrites sur les 20 rôles destinés à récupérer 220 millions de livre mais début 1718, les recouvrements s'élevaient à seulement 95 millions de livres.
Quatre ans après une autre Chambre de justice est lancée en 1721, l'opération visa, sous la direction des frères Paris, et de Félix Le Peletier de La Houssaye, pour rétablir les finances de la France après le krach financier, consécutif au système de Law.